# Mapleton (Utah)
Mapleton – miasto w Stanach Zjednoczonych, w stanie Utah, w hrabstwie Utah.